# فرودگاه وینر نویشتات است
فرودگاه وینر نویشتات اُست  (به آلمانی: Flugplatz Wiener Neustadt/Ost) یک فرودگاه همگانی است که یک باند فرود آسفالت دارد و طول باند آن ۱۰۶۷ متر است. این فرودگاه در شهر وینر نویشتات کشور اتریش قرار دارد و در ارتفاع ۲۷۳ متری از سطح دریا واقع شده است.